# Stopnie wojskowe w Armii Czerwonej w latach 1940–1943
Artykuł prezentuje stopnie wojskowe, które obowiązywały w Armii Czerwonej od 7 maja 1940 (postanowieniem Prezydium Rady Najwyższej ZSRR) do 6 stycznia 1943 roku.
| Grupa                          | Ranga                          | (ros.)                  | Patka na kołnierz płaszcza | Patka na kołnierz munduru | Oznaczenia na rękawach |
| ------------------------------ | ------------------------------ | ----------------------- | -------------------------- | ------------------------- | ---------------------- |
| Marszałek Związku Radzieckiego | Marszałek Związku Radzieckiego | Маршал Советского Союза |                            |                           |                        |
| Generałowie                    | Generał armii                  | Генерал армии           |                            |                           |                        |
| Generałowie                    | Generał pułkownik              | Генерал-полковник       |                            |                           |                        |
| Generałowie                    | Generał porucznik              | Генерал-лейтенант       |                            |                           |                        |
| Generałowie                    | Generał major                  | Генерал-майор           |                            |                           |                        |
| Oficerowie                     | Pułkownik                      | Полковник               |                            |                           |                        |
| Oficerowie                     | Podpułkownik                   | Подполковник            |                            |                           |                        |
| Oficerowie                     | Major                          | Майор                   |                            |                           |                        |
| Oficerowie                     | Kapitan                        | Капитан                 |                            |                           |                        |
| Oficerowie                     | Starszy porucznik              | Старший лейтенант       |                            |                           |                        |
| Oficerowie                     | Porucznik                      | Лейтенант               |                            |                           |                        |
| Oficerowie                     | Młodszy porucznik              | Младший лейтенант       |                            |                           |                        |
| Podoficerowie                  | Starszyna                      | Старшина                |                            |                           | brak                   |
| Podoficerowie                  | Starszy sierżant               | Старший сержант         |                            |                           | brak                   |
| Podoficerowie                  | Sierżant                       | Сержант                 |                            |                           | brak                   |
| Podoficerowie                  | Młodszy sierżant               | Младший сержант         |                            |                           | brak                   |
| Podoficerowie                  | Kapral                         | Ефрейтор                |                            |                           | brak                   |
|                                | Czerwonoarmista                | Красноармеец            |                            |                           | brak                   |

Stopnie wojskowe we Flocie Czerwonej
| Grupa                      | Ranga                 | (ros.)              | Płaszcz, buszłat, koszule, peleryna i biały kitiel | Tużurka i niebieski kitiel |
| -------------------------- | --------------------- | ------------------- | -------------------------------------------------- | -------------------------- |
| Dowódcy wyższego szczebla  | Admirał floty         | Адмирал флота       |                                                    |                            |
| Dowódcy wyższego szczebla  | Admirał               | Адмирал             |                                                    |                            |
| Dowódcy wyższego szczebla  | Wiceadmirał           | Вице-адмирал        |                                                    |                            |
| Dowódcy wyższego szczebla  | Kontradmirał          | Контр-адмирал       |                                                    |                            |
| Starsi dowódcy             | Kapitan I rangi       | Капитан 1-го ранга  |                                                    |                            |
| Starsi dowódcy             | Kapitan II rangi      | Капитан 2-го ранга  |                                                    |                            |
| Starsi dowódcy             | Kapitan III rangi     | Капитан 3-го ранга  |                                                    |                            |
| Starsi dowódcy             | Kapitan-porucznik     | Капитан-лейтенант   |                                                    |                            |
| Dowódcy średniego szczebla | Starszy porucznik     | Старший лейтенант   |                                                    |                            |
| Dowódcy średniego szczebla | Porucznik             | Лейтенант           |                                                    |                            |
| Dowódcy średniego szczebla | Młodszy porucznik     | Младший лейтенант   |                                                    |                            |
| Młodsi dowódcy             | Miczman               | Мичман              |                                                    |                            |
| Młodsi dowódcy             | Główny starszyna      | Главный старшина    |                                                    |                            |
| Młodsi dowódcy             | Starszyna I rangi     | Старшина 1-й статьи |                                                    | brak                       |
| Młodsi dowódcy             | Starszyna II rangi    | Старшина 2-й статьи |                                                    | brak                       |
| Korpus szeregowych         | Starszy krasnofłotiec | Краснофлотец        |                                                    | brak                       |
| Korpus szeregowych         | Krasnofłotiec         | Краснофлотец        |                                                    | brak                       |